# Fontaine des Tritons (Nice)
Pour les articles homonymes, voir Fontaine du Triton.
La fontaine des Tritons, appelée aussi fontaine des Phocéens, est une fontaine communale de la ville de Nice.
Elle est située dans le jardin Albert-Ier proche de l’avenue des Phocéens et dans l’axe de la rue Saint-François-de-Paule (autrefois rive gauche du Paillon). La fontaine est formée par un groupe de quatre tritons en marbre blanc, soutenant une vasque qui alimente la conque des tritons en un filet d’eau retombant dans un bassin circulaire de réception déposé au sol.

## Chronologie
L’auteur de l’œuvre est inconnu. Les tritons sont ramenés de Grèce à Nice par un membre de la famille Lascaris. Ils appartiennent au commandeur Arson qui les remet au conseiller municipal Brémond pour réaliser une fontaine. Le groupe de tritons apparaît pour la première fois en public, dans le premier quart du XIXe siècle, ornant une fontaine en pierre de taille sur la place Saint-Jean-Baptiste, emplacement actuel de l’entrée du lycée Masséna. En novembre 1852, la fontaine est démolie pour améliorer la circulation sur la placette. Les tritons sont sauvegardés et entreposés au Collegio Convitto Nazionale.
Au début de l’année 1858, le quotidien Le Messager de Nice se demande où sont cachés les tritons (appelés aussi griffons ou sphinx dans la presse). En novembre 1866, les tritons réapparaissent et sont installés sur la nouvelle fontaine aménagée dans le square des Phocéens. Fin mai 1868, les ouvriers terminent l’installation du bassin en marbre de Carrare, et le 13 décembre 1868, les ferronniers l’entourent d’une élégante grille de protection. En 1890, le Paillon est recouvert par une voûte de béton. Le Jardin Public est agrandi, en 1893, à cette large dalle de couverture incluant le square à la végétation devenue luxuriante. Et, pour créer la future voie de communication (aujourd’hui avenue des Phocéens), la quasi-totalité des arbres du square est rasée, et les bouquets d’eucalyptus qui entourent la Fontaine des Tritons sont abattus. Dès lors, la faible épaisseur de terre sur la couverture bétonnée du Paillon la prive définitivement de son environnement végétal d’autrefois. Durant la Seconde Guerre mondiale, la fontaine est démontée et mise à l’abri dans le jardin de la villa Paradisio. Après la Libération, elle retrouve son emplacement dans le jardin Albert-Ier. Toujours installée sur son lieu d’origine, mais sur une aire désormais à découvert, la fontaine des Tritons perd beaucoup de son charme d'antan.
Elle est classée monument historique le 25 août 1920.

## Autres fontaines du ou des tritons
- 1642 - Rome, Piazza Barberini, fontaine du Triton de Gian Lorenzo Bernini.
- 1709 - Olomouc, place de la République, fontaine des Tritons de Vaclav Render.
- 1715 - Rome, Place Santa Maria in Cosmedin, fontaine des Tritons de Francesco Bizzaccheri.
- début du XIXe siècle : Naples, Piazza Cavour, fontaine du Triton de Carlo De Veroli

## Quelques photos

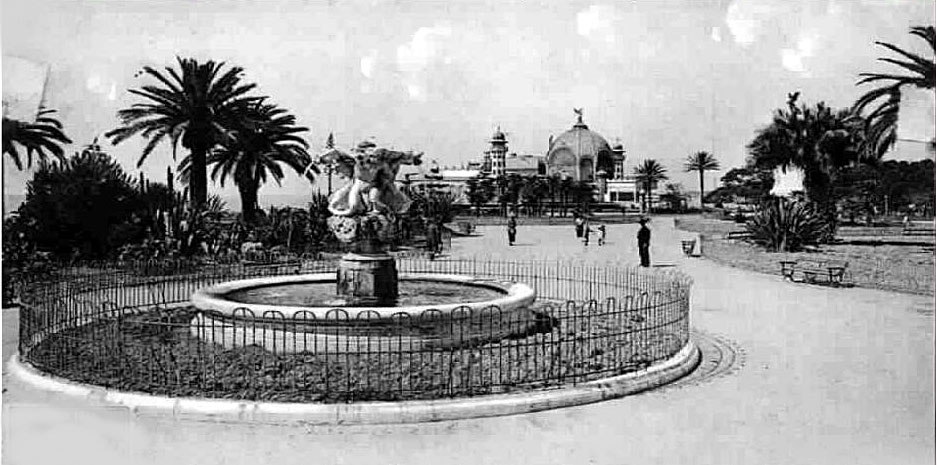
La fontaine au début du XXe siècle.
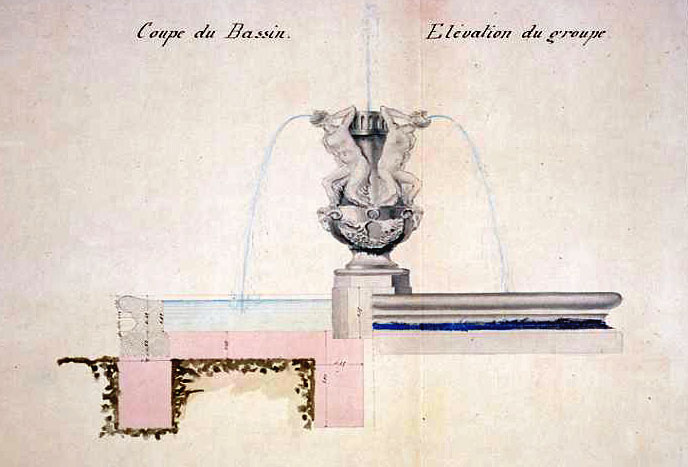
Projet aquarellé de la fontaine.
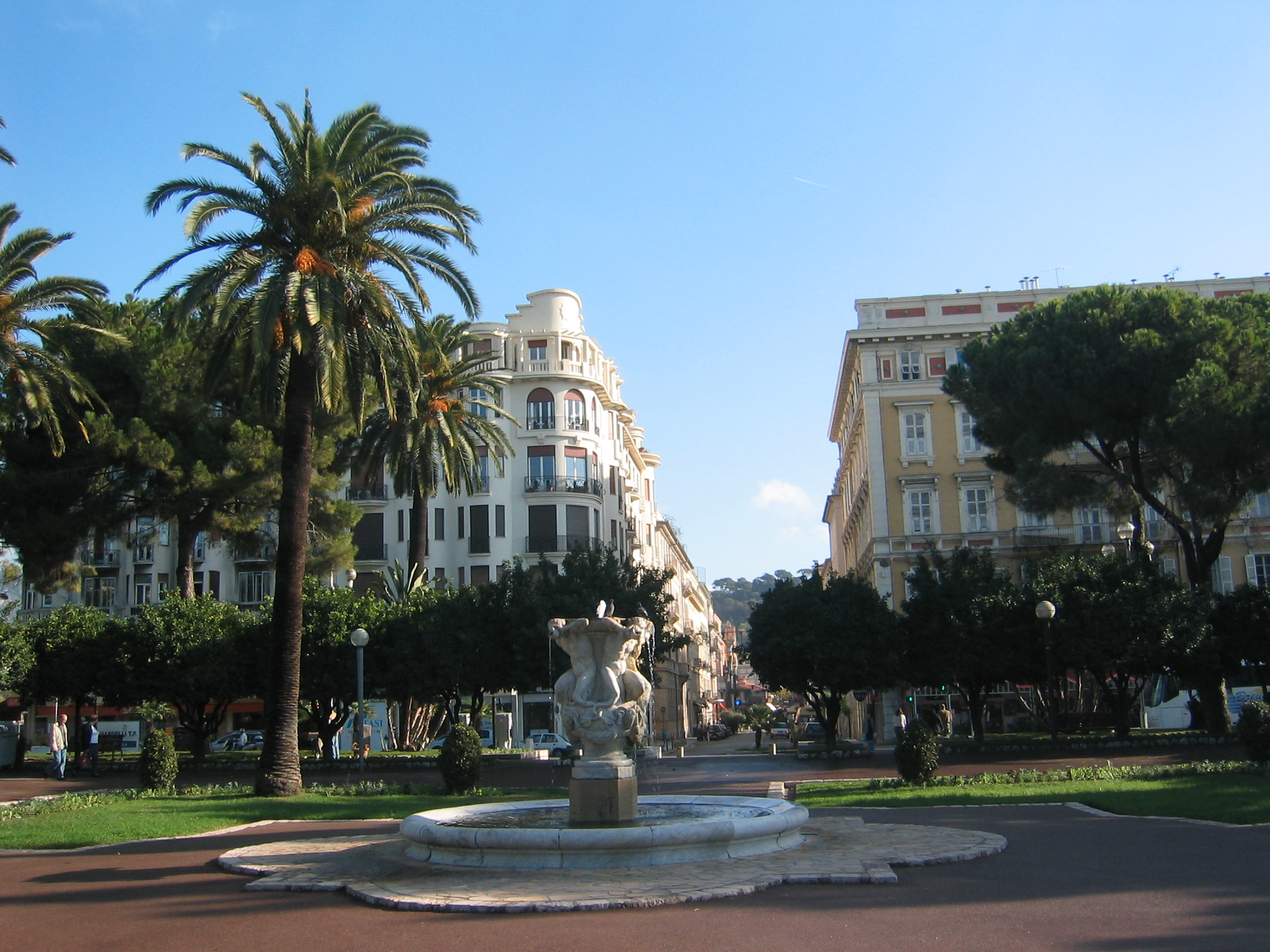
Vue ouest.
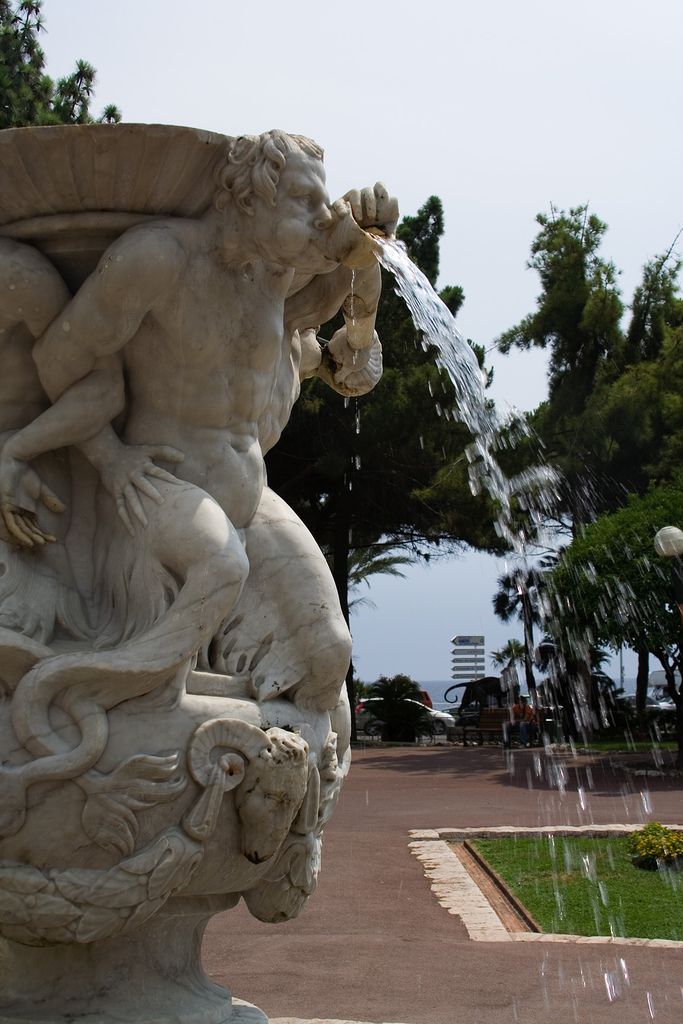
Cadrage côté nord.